# Sueño Florianópolis
Sueño Florianópolis é um filme de comédia dramática e romance argentino-brasileiro de 2018, dirigido por Ana Katz e roteirizado pela própria diretora em conjunto com Daniel Katz e assessoria de Alberto Rojas Apel.

## Enredo
Verão de 1990. Lucrécia (Mercedes Morán) lidera uma família argentina que está de férias rumo ao sul do Brasil. Assim como muitos compatriotas, eles depositam suas esperanças em Florianópolis, capital de Santa Catarina, como um destino paradisíaco que pode restaurar suas energias e renovar suas forças. No entanto, a situação deles é um pouco mais séria do que apenas o cansaço e desgaste após um ano de lutas e esforços. Lucrécia e seu marido Pedro (Gustavo Garzón) estão se separando. A viagem, portanto, representa sua última tentativa de avaliar se ainda existe uma chance de continuarem juntos. A decisão dos filhos, Flor (Manuela Martínez Morán) e Julián (Joaquín Garzón), de acompanhá-los reforça esse sentimento de união. No entanto, o encontro com os brasileiros Marco (Marco Ricca) e Larissa ( Andréa Beltrão) acaba se tornando um obstáculo para suas intenções iniciais.

## Elenco
- Mercedes Morán como Lucrécia
- Gustavo Garzón como Pedro
- Andréa Beltrão como Larissa
- Marco Ricca como Marco
- Manuela Martínez Morán como Flor
- Joaquín Garzón como Julián
- Caio Horowicz como César
- Tais Dasoler como Carol
- Felipe Ferro como Anderson
- Gringo Starr como Ceslo
- Ana Katz como Karina Benítez
- Gonzalo Delgado como Facundo Benítez
- Daniel Katz como vizinho

## Produção
As filmagens de ocorreram entre abril e maio de 2017, com locações em Florianópolis, Santa Catarina, Brasil, e em Buenos Aires, Argentina. A produção ficou a cargo da Prodigo Films, Campo Cine e Groch Filmes.

## Lançamento
Sueño Florianópolis teve sua première mundial na República Tcheca em 4 de julho de 2018 durante o Festival Internacional de Cinema de Karlovy Vary. Em setembro, estreou no Canadá com exibições no Festival Internacional de Cinema de Toronto, no dia 6, e no Festival de Calgary, no dia 26. No mesmo mês, ainda esteve no CPH PIX, na Dinamarca, e no Festival de Cinema de Zurique, na Suíça.  No Reino Unido, foi apresentado em 10 de outubro no BFI London Film Festival. Estreou nos Estados Unidos durante o Festival Internacional de Cinema de Chicago em 13 de outubro.[carece de fontes?] Voltou a ser exibido no continente europeu passando pelo Thessaloniki International Film Festival, na Grécia, em 3 de novembro. Em solo argentino, foi apresentado oficialmente pela primeria vez em 11 de novembro no Festival Internacional de Cinema de Mar del Plata. Na mesma semana, estreou comercialmente no Brasil, em 15 de novembro de 2018. Foi selecionado para a 42ª Mostra Internacional de Cinema em São Paulo.
Em 2019, foi lançado comercialmente na Argentina a partir de 17 de janeiro. No mês seguinte, em 21 de fevereiro, foi lançado nos cinemas do Uruguai. No dia seguinte, Sueño Florianópolis foi exibido na Índia durante o Bengaluru International Film Festival. O filme foi mais uma vez exibido nos Estados Unidos pelo Festival Internacional de Cinema de Miami em 3 de março. Participou da mostra de filmes do Vilnius International Film Festival, na Lituânia, em 21 de março, e do Festival Internacional de Cine de Panamá, em 5 de abril. Esteve no Festival Internacional de Cinema de São Francisco em 12 de abril. Na Austrália, participou do Spanish Film Festival em 17 de abril e foi distribuído nos cinemas a partir de 11 de julho. No mês de agosto, foi selecionado para o Festival Internacional de Cinema de Lima, no Perú, e do New Zealand International Film Festival, na Nova Zelândia, sendo exibido nos dias 9 e 13 do mês, respectivamente. Voltou a ser exibido no Brasil durante o Festival do Rio em 9 de dezembro de 2019. Em novembro de 2020, participa do Festival Internacional de Cine de Gijón, na Espanha.

## Prêmios e indicações
| Ano  | Associações                                       | Categoria                    | Recipiente(s)             | Resultado | Ref.   |
| ---- | ------------------------------------------------- | ---------------------------- | ------------------------- | --------- | ------ |
| 2018 | Oslo Films from the South Festival                | Melhor Filme                 | Sueño Florianópolis       | Indicado  |        |
| 2018 | Festival Internacional de Cinema de San Sebastián | Melhor Filme                 | Sueño Florianópolis       | Indicado  |        |
| 2018 | Festival Internacional de Cinema de Karlovy Vary  | Melhor Filme                 | Sueño Florianópolis       | Indicado  | [ 16 ] |
| 2018 | Festival Internacional de Cinema de Karlovy Vary  | Melhor Atriz                 | Mercedes Morán            | Venceu    | [ 16 ] |
| 2018 | Festival Internacional de Cinema de Karlovy Vary  | Prêmio especial do júri      | Ana Katz                  | Venceu    | [ 16 ] |
| 2018 | Festival Internacional de Cinema de Karlovy Vary  | Prêmio FIPRESCI              | Ana Katz                  | Venceu    | [ 16 ] |
| 2019 | Havana Film Festival New York                     | Melhor Filme                 | Sueño Florianópolis       | Indicado  |        |
| 2019 | Havana Film Festival New York                     | Melhor Roteiro               | Ana Katz e Daniel Katz    | Venceu    |        |
| 2019 | Festival Internacional de Cinema de Lima          | Melhor Filme de Ficção       | Sueño Florianópolis       | Indicado  |        |
| 2019 | Festival Internacional de Cinema de Miami         | Melhor Filme                 | Sueño Florianópolis       | Indicado  |        |
| 2019 | Festival Internacional de Cinema de Miami         | Melhor Filme Ibero-americano | Sueño Florianópolis       | Indicado  |        |
| 2019 | Festival Internacional de Cinema de Guadalajara   | Melhor Filme                 | Sueño Florianópolis       | Indicado  |        |
| 2019 | Prêmio Sur                                        | Melhor Atriz                 | Mercedes Morán            | Indicado  | [ 17 ] |
| 2019 | Prêmio Sur                                        | Melhor Ator                  | Gustavo Garzón            | Venceu    | [ 17 ] |
| 2019 | Prêmio Sur                                        | Melhor Ator Revelação        | Joaquín Garzón            | Indicado  | [ 17 ] |
| 2019 | Prêmio Sur                                        | Melhor Atriz Revelação       | Manuela Martínez Morán    | Indicado  | [ 17 ] |
| 2019 | Prêmio Sur                                        | Melhor Roteiro Original      | Ana Katz e Daniel Katz    | Indicado  | [ 17 ] |
| 2019 | Prêmio Sur                                        | Melhor Cinematografia        | Gustavo Biazzi            | Indicado  | [ 17 ] |
| 2019 | Prêmio Sur                                        | Melhor Figurino              | Diogo Costa e Sandra Fink | Indicado  | [ 17 ] |
| 2019 | Prêmio Sur                                        | Melhor Direção de Arte       | Gonzalo Delgado           | Indicado  | [ 17 ] |
| 2020 | Premios Cóndor de Plata                           | Melhor Ator                  | Gustavo Garzón            | Indicado  | [ 18 ] |